# Melting Pot
Melting Pot — сборник британской рок-группы The Charlatans, изданный 23 февраля 1998 года английским инди-лейблом Beggars Banquet Records. В альбом вошли композиции, записанные в период с 1990 по 1997 год на лейбле Beggars Banquet Records. На обложке альбома изображено кафе The Weaverdale (впоследствии переименованное в The Melting Pot, но закрытое в ноябре 2016 года и служащее в настоящее время как BBQ takeaway) в Нортуиче, где состоялась первая встреча группы после подписания контракта с Beggars в 1990 году. Песня «Opportunity Three» — это ремикс Flood на песню «Opportunity» с альбома Some Friendly; в остальном ремикс появился только на EP Over Rising.
Альбом был переиздан 20 мая 2002 года в футляре, соответствующем оформлению сборника би-сайдов Songs from the Other Side. Никаких изменений в оформлении альбома и трек-листе сделано не было.

## Отзывы
| Оценки критиков | Оценки критиков |
| Источник        | Оценка          |
| --------------- | --------------- |
| AllMusic        | [ 2 ]           |
| Pitchfork       | 8.2/10          |
| Select          | 4/5             |

Стивен Томас Эрлевайн из AllMusic отметил, что группе удалось «собрать потрясающую небольшую коллекцию работ — достаточно современную, чтобы играть в клубах, но достаточно классическую, чтобы выдержать испытание временем. На протяжении 17 песен синглы разворачиваются в пьянящем темпе. Melting Pot доказывает, что они были чертовски хорошей группой, лучшие моменты которой не уступают более крупным звездам по обе стороны океана».

## Список композиций
Слова и музыка всех песен — Мартина Бланта, Джона Брукса, Тима Бёрджесса, Марка Коллинза и Роба Коллинза, кроме указанных.
| №   | Название                                                                     | Автор(ы)                                   | Длительность |
| --- | ---------------------------------------------------------------------------- | ------------------------------------------ | ------------ |
| 1.  | «The Only One I Know»                                                        | Baker, Blunt, Brookes, Burgess, R. Collins | 4:00         |
| 2.  | «Then»                                                                       |                                            | 4:14         |
| 3.  | «Opportunity Three» (из Over Rising EP)                                      | Blunt, Brookes, Burgess                    | 7:28         |
| 4.  | «Over Rising» (из Over Rising EP)                                            | Baker, Blunt, Brookes, Burgess, R. Collins | 3:40         |
| 5.  | «Sproston Green» (US version) (1991 non-album single and B-side to "Weirdo") | Baker, Blunt, Brookes, Burgess, R. Collins | 4:20         |
| 6.  | «Weirdo»                                                                     | Blunt, Brookes, Burgess, R. Collins        | 3:45         |
| 7.  | «Theme from the Wish» (B-Side of "Weirdo")                                   | Blunt, Brookes, M. Collins, R. Collins     | 3:33         |
| 8.  | «Patrol» (The Chemical Brothers mix) (B-Side of "Jesus Hairdo")              |                                            | 7:00         |
| 9.  | «Can't Get Out of Bed»                                                       |                                            | 3:12         |
| 10. | «I Never Want an Easy Life If Me and He Were Ever to Get There»              |                                            | 4:13         |
| 11. | «Jesus Hairdo»                                                               |                                            | 3:13         |
| 12. | «Crashin' In»                                                                |                                            | 5:02         |
| 13. | «Just Lookin · »                                                             |                                            | 3:51         |
| 14. | «Here Comes a Soul Saver»                                                    |                                            | 3:25         |
| 15. | «Just When You're Thinkin' Things Over»                                      |                                            | 4:55         |
| 16. | «One to Another»                                                             |                                            | 4:30         |
| 17. | «North Country Boy»                                                          |                                            | 4:03         |

## Чарты
| Чарт (1998)                       | Высшая позиция |
| --------------------------------- | -------------- |
| Шотландия (Scottish Albums Chart) | 1              |
| Великобритания (UK Albums Chart)  | 4              |

## Сертификации
| Регион                                                       | Сертификация | Продажи  |
| ------------------------------------------------------------ | ------------ | -------- |
| Великобритания (BPI)                                         | Платиновый   | 300 000* |
| * Данные о продажах приведены только на основе сертификации. |              |          |